# Andréi Bolibruj
Andréi Andréievich Bolibruj (en ruso: Андрей Андреевич Болибрух) (30 de enero de 1950 - 11 de noviembre de 2003) fue un matemático soviético y ruso conocido por su trabajo sobre ecuaciones diferenciales ordinarias, especialmente por su participación en la resolución del llamado vigésimo primer problema de Hilbert. El número de publicaciones de Bolibruj  ronda el centenar, con  artículos de investigación sobre la teoría de las ecuaciones diferenciales ordinarias, incluyendo trabajos sobre el problema de Riemann-Hilbert y sistemas fuchsianos.

## Trabajo e investigación
Bolibruj nació el 30 de enero de 1950 en Moscú y estudió en la 45ª Escuela de Física y Matemáticas de San Petersburgo. Después de recibir su educación matemática en la Universidad Estatal Lomonósov de Moscú, con Mijaíl Póstnikov y Alekséi Chernavski como directores de tesis, comenzó a trabajar en la demostración de la existencia de ecuaciones diferenciales lineales con un grupo de monodrómía prescrito. Aplicó métodos modernos de geometría analítica compleja a problemas clásicos sobre ecuaciones diferenciales ordinarias y fue un experto en el vigésimo primer problema de Hilbert que se suponía ya resuelto por Josip Plemelj en 1908. En 1989, Bolibruj produjo sus famosos contraejemplos que invalidaron aquella solución de 1908. Bolibruj dedicó gran parte de sus esfuerzos al problema de Riemann-Hilbert para encontrar todas las condiciones necesarias y suficientes para que los datos monodrómicos dados fueran los de un sistema fuchsiano.
Durante su corta carrera desempeñó el puesto de director adjunto del Instituto Steklov de Matemáticas y profesor en el Instituto de Física y Tecnología de Moscú. 

## Honores y premios
En 1994, Bolibruj fue elegido miembro de la Academia de Ciencias de Rusia. Fue orador invitado en el ICM (Congreso Internacional de Matemáticos) en Zürich en 1994. Fue galardonado con el Premio Lyapunov de la Academia de Ciencias de Rusia en 1995. En 2001, Bolibruj recibió el Premio Estatal de la Federación de Rusia.